# Partito Radical-Popolare
Il Partito Radical-Popolare (in serbo: Народна радикална странка - Narodna radikalna stranka, talvolta abbreviato in НРС - NRS) fu il principale partito politico del Regno di Serbia e, in seguito, del Regno dei Serbi, Croati e Sloveni tra il 1880 e il 1928.

## Storia
La fondazione, a Zurigo, del partito è collegata alla Gioventù serba, seguace di Svetozar Marković e Nikola Pašić. Innanzitutto, questi proposero un programma politico che comprendeva:
- Una nuova costituzione;
- La libertà di stampa e di opinione;
- L'indipendenza della magistratura;
- La riforma del sistema scolastico;
- Una maggiore autonomia locale;

Il primo congresso del Partito Radical-Popolare si svolse nel luglio 1882 a Kragujevac. Adottato il programma politico, ispirato al Radicalismo francese, Nikola Pašić fu eletto Presidente del comitato centrale. Il partito ebbe una propria testata (Samouprava, letteralmente "auto-governo"), critica nei confronti della monarchia ed esigente libertà civili e riforme del sistema burocratico. I leader radicali – di cui Nikola Pašić, Pera Velimirović e Svetomir Nikolajević –, perlopiù di formazione svizzera e francese, assieme ad altre influenti personalità (come Stojan Protić e Sava Grujić), furono i primi a mobilitare la classe contadina e media, inclusi insegnanti, piccoli-borghesi e sacerdoti. Inoltre, i Radicali comprendevano importanti intellettuali e docenti universitari, tra cui Milovan Milovanović, Milenko Vesnić e Đorđe Simić.
Nel settembre 1883, quando il Re Milan Obrenović ordinò all'esercito di confiscare le armi dei contadini, scoppiò in Serbia orientale la rivolta di Timok. Pertanto accusò i Radicali, i quali, con l'articolo del Samouprava "Disarmo dell'armata popolare", incoraggiarono i contadini a rifiutare il cedimento delle armi. L'agitazione fu repressa in dieci giorni, mentre la maggior parte dei dirigenti del partito, ad eccezione di Pašić e pochi altri che fuggirono in Bulgaria, fu arrestata. Di questi, molti furono condannati – alcuni anche in contumacia – a morte dal regime. Ciononostante, qualche tempo dopo, alcuni Radicali furono amnistiati e incaricati di formare un governo da Obrenović stesso nel 1887.
I Radicali furono fondamentali nella stesura della Costituzione serba del 1888: essa stabiliva una democrazia parlamentare e rispecchiava buona parte del programma politico radicale. Fu introdotto il Parlamento e furono garantiti diritti fondamentali, libertà civili e autonomie locali. i Radicali, nei tardi anni 1880, disponevano del voto dell'ottanta percento dell'elettorato. Convinti irredentisti, in politica estera si dimostrarono fortemente anti-austriaci, nonché grandi sostenitori dell'Alleanza franco-russa e della Triplice intesa.
Dopo il compromesso con la Corona nel 1901, l'ala giovanile del partito costituì una corrente in dissidenza con esso. Come conseguenza della fallimentare riconciliazione con Pašić, essa emerse con la denominazione di Partito Radicale Indipendente, guidata da Ljubomir Stojanović e Ljubomir Davidović, per poi confluire, sul finire della Grande guerra, nel Partito Repubblicano e Democratico.
Sotto il regno di Pietro I, risalito al trono in seguito a un colpo di Stato, fu introdotta un'Assemblea nazionale monocamerale, mentre rientrò in vigore, con qualche variazione, la Costituzione del 1888, annullata da Alessandro I nel 1894: la Serbia divenne una monarchia parlamentare. Dopo i fatti rivoluzionari del 1903, il Partito Radical-Popolare formò i governi che avviarono le prime importanti riforme nel Paese.
I governi radicali guidarono il Regno tanto nel suo "Periodo d'oro", quanto durante la Prima guerra mondiale. Un'organizzazione nota col nome di Comitato jugoslavo firmò nel 1917 con Nikola Pašić la Dichiarazione di Corfù, la quale reclamava la fondazione di uno Stato jugoslavo. Dopo la guerra, nelle terre fino ad allora appartenute all'Impero austro-ungarico, il Parlamento croato proclamò dunque lo Stato degli Sloveni, Croati e Serbi. Ciò nondimeno, citando la Dichiarazione di Corfù, il principe Alessandro proclamò la nascita del Regno dei Serbi, Croati e Sloveni. il Parlamento croato espresse il desiderio di essere rappresentato dall'Assemblea nazionale dello Stato degli Sloveni, Croati e Serbi; i deputati di quest'ultima acconsentirono allo stesso tempo l'unione con il Regno di Serbia.
Nonostante fosse uno Stato multietnico, dal 1918 al 1928 i Primi ministri del Regno furono tutti Serbi, mentre i Radical-Popolari costituirono per circa otto anni il maggior partito di governo. Nell'Assemblea nazionale, le obsolete leggi elettorali e le azioni della polizia contro gli oppositori del regime favorirono il Partito Radical-Popolare. Per esempio, nelle elezioni parlamentari del 1923, benché il partito ricevette il voto di un quarto dell'elettorato, avendo la Serbia, secondo i risultati del censimento, una maggior rappresentanza, il Partito Radical-Popolare si aggiudicò un terzo dei posti a sedere in Assemblea.
Dopo la morte di Pašić, avvenuta nel 1926, Aca Stanojević divenne leader del partito. Nel 1929, il re Alessandro prese una serie di provvedimenti personali, mettendo al bando, assieme ad altri partiti, quello Radical-Popolare. Alcuni membri di quest'ultimo dovettero comunque formare i successivi governi, mentre Stanojević pretese la fine della dittatura regia e il ritorno alla democrazia parlamentare e alle autonomie locali.
| Controllo di autorità | VIAF (EN) 198899864 · LCCN (EN) n2018033390 |